# ناحیه تاکسنه
ناحیه تاکسنه (به عربی: دائرة تاکسنة) یک ناحیه و بخش (تقسیم کشوری) در الجزایر است که در استان جیجل واقع شده‌است. ناحیه تاکسنه ۱۷۷٫۷۱ کیلومتر مربع مساحت و ۳۶٬۴۱۳ نفر جمعیت دارد.